# Steven Nzonzi
Steven Nkemboanza Mike Christopher Nzonzi (La Garenne-Colombes, 15 de dezembro de 1988) é um futebolista francês de ascendência congolesa que atua como volante. Atualmente joga no Stoke City.
Em 2018 foi convocado para a Copa do Mundo disputada na Rússia, onde sagrou-se campeão com a Seleção Francesa.

## Títulos
Sevilla
- Liga Europa da UEFA: 2015–16

Seleção Francesa
- Copa do Mundo FIFA: 2018